# Västergötlands runinskrifter 198
Västergötlands runinskrifter 198 är en vikingatida runsten vid Dalums kyrka i Dalums socken och Ulricehamns kommun. Runstenen är av gråröd granit. Den är 1,7 meter hög, 1,4 meter och 0,2 meter tjock. Stenen står rest bredvid runstenen Vg 197. Då Dalum kyrka renoverades 1941 påträffades de båda stenarna under kyrkgolvet. Vg 198 lagades och restes på sin nuvarande plats på kyrkogården 1942.

## Inskriften
Translitterering av runraden:
bruni ---(t)(i) · stin : þana · eftiʀ · eskil · (s)un · sin :
Normalisering till runsvenska:
Bruni [ræis]ti stæin þenna æftiʀ Æskel, sun sinn.
Översättning till nusvenska:
Brune reste denna sten efter Eskil, sin son.